# William Tritton
William Ashbee Tritton (* 1875 in London; † 24. September 1946 in Lincoln) war ein britischer Erfinder und Ingenieur. Tritton gilt gemeinsam mit Walter Gordon Wilson als Erfinder des Panzers in England.

## Leben
Tritton besuchte das Christ’s College Finchley und das King’s College London. Tritton war ab 1916 verheiratet.
Er entwickelte 1915 den Panzerprototyp Little Willie. 1917 entwickelte er den sogenannten Kaulquappenschwanz, eine Verlängerung des hinteren Teils des Tanks, um die Grabenüberschreitfähigkeit zu verbessern. Der auf Tritton zurückgehende Prototyp wurde als „Lincoln Machine No. 1“ bezeichnet.
Inwiefern Tritton gemeinsam mit Wilson als Erfinder des Panzers zu sehen ist, wie dies in England angenommen wird, ist umstritten. So  entwarf Gunther Burstyn (Österreich-Ungarn) 1911 ein gepanzertes „Motorgeschütz“ mit Gleisketten und Kanonen-Drehturm und Ernest Dunlop Swinton versah 1914/1915 einen Raupenschlepper mit einer gepanzerten Wanne.